# 자주복
자주복은 참복과의 물고기로 흔히 참복이라 부른다. 몸길이 70cm 남짓하고 가늘고 길며 등과 배쪽에 잔가시가 밀생해 있다. 몸빛은 회청갈색으로 배쪽은 희다. 먼바다의 낮은 곳에서 생활하며 새우·게·물고기 등을 잡아먹고 사는데, 수온 15℃ 이하에서는 먹이를 먹지 않고, 10℃ 이하이면 모래 속에 몸을 묻는 습성이 있다. 산란기는 3-6월로 수심 20m 부근의 모래나 자갈 바닥에 알을 낳는다. 살·껍질·정소에는 독이 없으며, 간과 난소, 내장에 테트로도톡신이라는 맹독이 있다. 독성은 계절·개체·지역에 따라 다르다. 고기맛이 뛰어나 요리법이 발달되어 있다. 한국 전 연해와 일본·대만·중국·동중국해에 분포하고 있다.